# L'Affaire du canon noir
Pour plus de détails, voir Fiche technique et Distribution.
L'Affaire du canon noir (chinois simplifié : 黑炮事件 ; pinyin : Hēi Pào Shìjiàn) est une comédie noire chinoise réalisée par Huang Jianxin (zh) et sortie en 1985.
Le film est présenté hors compétition au Festival de Cannes 1987. Il s'agit d'une satire qui tourne en dérision la bureaucratie et la paranoïa des autorités chinoises.
Dans le film, un ingénieur des mines a pour passe-temps de jouer seul aux échecs chinois. Après la disparition mystérieuse d'une pièce d'échecs, il envoie un télégramme à la recherche d'un canon manquant. Les autorités prennent le télégramme pour un message crypté et réaffectent l'ingénieur. Pendant l'enquête, un interprète inexpérimenté est chargé de remplacer l'ingénieur dans ses contacts avec un spécialiste allemand. Une mauvaise traduction de la part du remplaçant inepte conduit à un essai défectueux et à une perte financière pour la compagnie minière.

## Synopsis
Zhao Shuxin (Liu Zifeng) est un ingénieur compétent et un interprète allemand dans une société minière. Il est célibataire et a l'habitude inhabituelle de jouer seul aux échecs chinois. L'échiquier et les pièces sont ses amis intimes et l'accompagnent depuis des années. Un jour, alors que Zhao rentre d'un voyage d'affaires, il constate que l'une de ses pièces, le canon noir, a disparu. Malgré une pluie battante, il se précipite immédiatement au bureau de poste et envoie un télégramme à l'hôtel où il a séjourné précédemment, dans lequel on peut lire : « Canon noir manquant. 301. Recherche. Zhao », demandant l'aide de l'hôtel pour rechercher la pièce dans la chambre 301.
De manière inattendue, ce télégramme ambigu éveille la vigilance des autorités et la police ouvre rapidement une enquête sur ce que l'on appelle « l'affaire du canon noir ». Zhao est démis de ses fonctions et affecté ailleurs. Son poste d'interprète est repris par Feng Liangcai (Yang Yazhou), un interprète touristique qui n'a que peu de connaissances en matière de construction mécanique. Un spécialiste allemand, Hans Schmidt (Gerhard Olschewski), arrive pour la deuxième fois pour le projet WD. A sa grande déception, son ancien partenaire, Zhao, a été remplacé. Le nouvel interprète fait souvent des erreurs. Frustré, Hans insiste pour que Zhao revienne. Il rencontre même Zhao personnellement et lui demande de reprendre leur coopération, ce qui met Zhao dans l'embarras.
Entre-temps, le directeur de l'entreprise, Li Renzhong (Gao Ming), rend visite à Zhao et trouve accidentellement le jeu d'échecs avec le canon noir manquant. L'énigme semble ainsi résolue. Lors d'une réunion du comité du parti, Li suggère à Zhao de reprendre son poste d'interprète. Cependant, Zhou Yuzhen, le chef du parti, insiste sur le fait qu'aucune autre mesure ne sera prise tant que l'affaire n'aura pas été complètement éclaircie. Pour l'heure, le pitoyable Zhao ne sait toujours rien de l'affaire. La seule chose qu'il puisse faire est d'inspecter furtivement l'avancement du projet à minuit à l'aide d'une lampe de poche et de recueillir des informations lors d'une brève réunion avec Hans. Le nouvel interprète, Feng, fait une erreur de traduction dans le nom des pièces, ce qui endommage gravement les pièces lors d'un essai et entraîne de lourdes pertes financières.
Peu de temps après, le bureau de poste apporte un paquet à Zhao. Zhou et les autres l'ouvrent en cachette et y trouvent une pièce d'échecs de canon noir. L'affaire est maintenant totalement claire, et Zhou grommelle à Zhao qu'il n'aurait pas dû envoyer un tel télégramme. Apparemment perplexe, Zhao demande : « Pourquoi ne puis-je pas envoyer moi-même un télégramme ? ».

## Fiche technique
- Titre français : L'Affaire du canon noir[2],[3]
- Titre original chinois : 黑炮事件, Hēi Pào Shìjiàn[4]
- Réalisation : Huang Jianxin (zh)
- Scénario : Li Wei
- Photographie : Wang Xinsheng
- Production : Wu Tianming
- Sociétés de production : studio de Xi'an
- Pays de production :  Chine
- Langue originale : mandarin
- Format : couleurs - 1,66:1 - 35 mm
- Genre : comédie noire
- Durée : 94 minutes
- Dates de sortie : 
  - Chine : 1985
  - France : mai 1987 (Festival de Cannes 1987)[1]

## Distribution
- Liu Zifeng (zh) : Zhao Shouyin, ingénieur
- Yang Yazhou (zh) : Feng Liangcai, traductrice
- Gerhard Olschewski : Hans Schmidt, spécialiste allemand
- Gao Ming : Li Renzhong, réalisateur